# 1808
1808 (MDCCCVIII) a fost un an bisect al calendarului gregorian, care a început într-o zi de vineri.

## Evenimente

### Ianuarie
- 1 ianuarie: Importul de sclavi în SUA a fost interzis prin lege.

### Martie
- 26 martie: Carol al IV-lea al Spaniei abdică în favoarea fiului său, Ferdinand VII.

### Nedatate
- noiembrie: Țarul Alexandru I al Rusiei proclamă Finlanda drept o parte a Rusiei.
- decembrie: Napoleon invadează Spania.
- București: Este finalizat Hanul lui Manuc.

## Nașteri
- 12 ianuarie: Christian Tell, general și om politic român, unul din întemeietorii societății secrete Frăția (d. 1884)
- 19 ianuarie: Lysander Spooner, filosof american (d. 1887)
- 5 februarie: Carl Spitzweg, pictor german (d. 1885)
- 20 aprilie: Napoleon al III-lea al Franței (n. Charles Louis Napoléon Bonaparte), (d. 1873)
- 17 iunie: Henrik Wergeland, scriitor norvegian (d. 1845)
- 6 septembrie: Abd el-Kader, învățat arab, lider al luptei algeriene de eliberare națională (d. 1883)
- 6 octombrie: Regele Frederic al VII-lea al Danemarcei (d. 1863)

### Nedatate
- Constantin (Costache) Negruzzi, om politic, scriitor și traducător român (d. 1868)

## Decese
- 1 ianuarie: Prințesa Louise de Saxa-Gotha-Altenburg, 51 ani (n. 1756)
- 13 martie: Regele Christian al VII-lea al Danemarcei, 59 ani (n. 1749)
- 22 septembrie: Arhiducesa Maria Elisabeta a Austriei, 65 ani, fiica Mariei Tereza a Austriei (n. 1743)
- 8 decembrie: Maria de Baden (n. Maria Elisabeth Wilhelmine), 26 ani, ducesă de Brunswick-Wolfenbüttel (n. 1782)